# Małe Jezioro (powiat kartuski)
Małe Jezioro (kaszb. Jezoro Kôłpińsczé Môłé) – jezioro w woj. pomorskim, w pow. kartuskim, w gminie Kartuzy na północ od wsi Kiełpino, leżące na terenie Pojezierza Kaszubskiego.

## Dane morfometryczne
Powierzchnia zwierciadła wody według różnych źródeł wynosi od 7,7 ha do 8,24 ha.
Zwierciadło wody położone jest na wysokości 165,7 m n.p.m.

## Hydronimia
Według urzędowego spisu opracowanego przez Komisję Nazw Miejscowości i Obiektów Fizjograficznych (KNMiOF) nazwa tego jeziora to Małe Jezioro.